# Kabinett Errol Barrow
Das Kabinett Errol Barrow I wurde in Barbados am 18. November 1966 von Premierminister Errol Walton Barrow von der Democratic Labour Party (DLP) gebildet. Es war das erste Kabinett seit der Unabhängigkeit vom Vereinigten Königreich am 30. November 1966. Barrow war zuvor bereits seit dem 8. Dezember 1961 Premier. 1971 bildete Barrow nach dem Sieg bei den Wahlen zum House of Assembly sein zweites Kabinett.
Das Kabinett Barrow II blieb von 1971 weitere fünf Jahre lang bis zum 8. September 1976 im Amt und wurde daraufhin vom Kabinett von Premierminister John Michael G. Adams von der Barbados Labour Party (BLP) abgelöst.

## Minister
Dem Kabinett gehörten folgende Personen an:

### Kabinett Errol Barrow I (1966 bis 1971)
| Funktion | Amtsinhaber                | Anmerkung / Amtsdauer                           |
| --- | -------------------------- | ----------------------------------------------- |
| Premierminister | Errol Walton Barrow        | 18. November 1966 – 1971                        |
| Stellvertretender Premierminister, Bildungsminister                                                                                           | J. Cameron Tudor           | Januar 1967: Zusätzliches Amt Führer des Hauses |
| Minister für Landwirtschaft und Fischerei Januar 1967: Minister für Handel, Tourismus, Genossenschaften und Fischerei                         | George Granville Fergusson |                                                 |
| Minister für Kommunikation und öffentliche Arbeiten                                                                                           | Neville W. Boxill          |                                                 |
| Minister für Entwicklung, Handel, Industrie und Arbeit Januar 1967: Minister für Landwirtschaft, Arbeit und Nationalversicherung              | Arlington Da Costa Edwards |                                                 |
| Minister für Gesundheit, Wohnungsbau, Kommunalverwaltung und Gemeindeentwicklung Januar 1967: Minister für Gesundheit und Gemeindeentwicklung | Cuthbert Edwy Talma        |                                                 |
| Generalstaatsanwalt Januar 1967: Staatsminister, Führer des Senats                                                                            | Hilton August Vaughan      |                                                 |
| Minister ohne Geschäftsbereich Januar 1967: Innenminister                                                                                     | Philip Marlowe Greaves     |                                                 |
| Minister ohne Geschäftsbereich Januar 1967: Generalstaatsanwalt                                                                               | Frederick Gladstone Smith  |                                                 |
| Finanzminister | Errol Walton Barrow        | Zusätzliches Amt Januar 1967                    |
| Außenminister | Errol Walton Barrow        | Zusätzliches Amt Januar 1967                    |

Kabinettsumbildungen fanden im Januar 1967 statt.

### Kabinett Errol Barrow II (1971 bis 1976)
| Funktion                                                              | Amtsinhaber                | Anmerkung / Amtsdauer    |
| --------------------------------------------------------------------- | -------------------------- | ------------------------ |
| Premierminister                                                       | Errol Walton Barrow        | 1971 – 8. September 1976 |
| Stellvertretender Premierminister                                     | Cuthbert Edwy Talma        |                          |
| Minister für Landwirtschaft, Wissenschaft und Technologie             | Arlington Da Costa Edwards |                          |
| Minister für Kommunikation und öffentliche Arbeiten                   | Frederick Gladstone Smith  |                          |
| Minister für Bildung, Jugend, Gemeindeentwicklung und Sport           | Lloyd Erskine Sandiford    |                          |
| Außenminister                                                         | George Moe                 |                          |
| Finanzminister                                                        | Errol Walton Barrow        |                          |
| Minister für Gesundheit und Wohlfahrt                                 | George Granville Fergusson |                          |
| Innenminister                                                         | Rameses Caddle             |                          |
| Minister für Wohnungsbau, Ländereien, Arbeit und Nationalversicherung | Philip Marlowe Greaves     |                          |
| Minister für Rechtsangelegenheiten                                    | George Moe                 |                          |
| Staatsminister                                                        | Cuthbert Edwy Talma        |                          |
| Minister für Tourismus, Information und Öffentlichkeitsarbeit         | Peter Morgan               |                          |
| Minister für Handel, Industrie und Gewerbe                            | Branford Taitt             |                          |
| Generalstaatsanwalt                                                   | George Moe                 |                          |
| Führer des Hauses                                                     | Cuthbert Edwy Talma        |                          |
| Führer des Senats                                                     | George Moe                 |                          |